# Дора Хом'як
Дора Хом'як (англ. Dora Chomiak, нар. Нью-Йорк, округ Колумбія, США) — американська волонтерка українського походження, CEO американського БФ Разом.

## Життєпис
Дора народилася в Нью-Йорку. 1998 року закінчила Колумбійську бізнес-школу, 1991 року закінчила Прінстонський (ступінь бакалавра) та Колумбійський університети (ступінь магістра ділового адміністрування). Володіє англійською, українською та російською мовами.
З 1980-х років бере активну участь в розбудові українсько-американської громади в США. Протягом 25 років Дора подорожувала Україною. У 1991—1992 працювала в фондах Джорджа Сороса в Києві, співзасновниця медіа-інкубатора, що започаткував неурядові новинні аґенції в Україні після відновлення незалежности. У 1992—1994 роках працювала в інформаційній аґенції Вікна, разом з Миколою Княжицьким брала участь у створенні незалежного телебачення в Україні.
1991—1994 — очолювала грантову програму на $7 млн від USAID з Internews. Працювала в відділах маркетингу компаній McGraw-Hill, Thomson Reuters і Baby Jogger. Брала участь у численних проектах Razom, відповідає за партнерство Razom із Громадським радіо. 1998—2008 — працювала в S&P Global. У США відстоює проукраїнську позицію.
2019 року Дора була консультантом сценариста Крейґа Мейзіна для серіалу Чорнобиль.
З 2014 року — директор зі стратегії і розвитку і президент американського благодійного фонду «Разом для України» (англ. Razom for Ukraine), що займається допомогою військовим, переселенцям та медикам. Після повномасштабного вторгнення РФ до України кількість донорів організації виросла у 30 разів. Після організаційних змін в фонді, Дора була призначена його CEO.

## Нагороди
- Орден «За заслуги» ІІІ ступеня (Україна, 23 серпня 2022) — за значні особисті заслуги у зміцненні міждержавного співробітництва, підтримку державного суверенітету та територіальної цілісності України, вагомий внесок у популяризацію Української держави у світі.[16]